# Балістичний маятник

Балістичний маятник

Балісти́чний ма́ятник (англ. ballistic pendulum) — пристрій для вимірювання імпульсу кулі, звідки можна отримати швидкість і кінетичну енергію. Балістичний маятник замінили на хронограф, який дозволяє прямо виміряти швидкість снаряду.
Хоча балістичний маятник і визнали застарілим, ним користувались тривалий час і це дало змогу отримати важливі результати в балістиці. Балістичний маятник все ще можна знайти в фізичних класах, бо він просто і наочно демонструє властивості імпульсу і енергії. На відміну від інших методів отримання швидкості кулі, балістичний маятник не вимагає вимірювання часу, натомість покладається на вимірювання маси і відстані.

## Математичне виведення

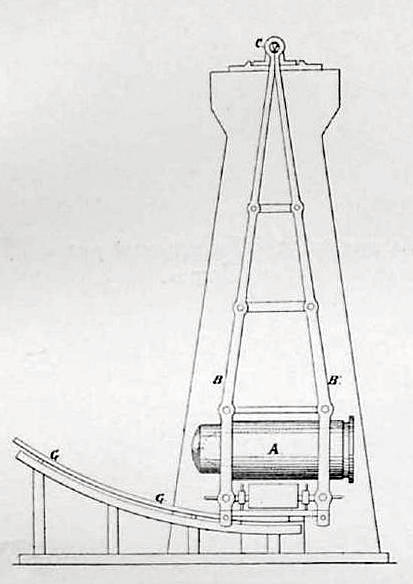
Балістичний маятник (1911)

Наведемо спрощений метод обчислення.
Маємо {\displaystyle g} — гравітаційне прискорення і {\displaystyle h} висота підйому маятника, з цього можна обчислити швидкість маятника {\displaystyle v}:
{\displaystyle E_{\text{kin}}=E_{\text{pot}}\,}
{\displaystyle {\begin{matrix}{\frac {1}{2}}\end{matrix}}(m_{\textrm {b}}+m_{\textrm {p}})\cdot v^{2}=(m_{\textrm {b}}+m_{\textrm {p}})\cdot g\cdot h}
{\displaystyle v={\sqrt {2\cdot g\cdot h}}.}
Ми можемо використати збереження імпульсу ({\displaystyle p}), щоб отримати швидкість кулі, {\displaystyle v}, як:
{\displaystyle p_{\text{b}}=p_{\text{(p + b)}}\,}
{\displaystyle m_{\text{b}}\cdot v=(m_{\text{b}}+m_{\text{p}})\cdot {\sqrt {2\cdot g\cdot h}}}
{\displaystyle v={\frac {(m_{\text{b}}+m_{\text{p}})\cdot {\sqrt {2\cdot g\cdot h}}}{m_{\text{b}}}}}
Або:
{\displaystyle v=\left(1+{\frac {m_{\text{p}}}{m_{\text{b}}}}\right)\cdot {\sqrt {2\cdot g\cdot h}}}